# Lauri Asikainen
Pour les articles homonymes, voir Asikainen.
Lauri Asikainen, né le 28 mai 1989, est un skieur finlandais ancien spécialiste du combiné nordique et désormais sauteur à ski. Il a commencé sa carrière en 2005.

## Biographie
Lauri Asikainen apparait pour la première fois dans la Coupe du monde B de combiné nordique en 2005. En 2007, en plus de participer aux épreuves de combiné aux Championnats du monde junior, il aide ses coéquipiers finlandais à conquérir la médaille de bronze dans l'épreuve par équipe de saut à ski. Il est intégré à la Coupe du monde de combiné nordique en novembre 2008 puis participe aux Championnats du monde 2009.
En 2010, il abandonne le combiné pour se concentrer uniquement sur le saut à ski. Il commence dans la Coupe continentale dès l'hiver 2010-2011, compétition dans laquelle il obtient un podium en septembre 2012 (deuxième à Kligenthal).
Il fait ses débuts en Coupe du monde de saut à ski en novembre 2012 à Lillehammer. En janvier 2013, il remporte le titre national sur le grand tremplin avec 34 points d'avance sur le deuxième.
En 2014, il fait pour la première fois son incursion dans le top 10 dans des épreuves, avec comme meilleur résultat individuel une huitième place à Kuusamo.

## Palmarès en combiné nordique

### Championnats du monde
| Épreuve / Édition     | Gundersen     | Gundersen      | Départ en ligne | Relais |
| Épreuve / Édition     | Petit tremlin | Grand tremplin | Départ en ligne | Relais |
| Mondiaux 2009 Liberec |               | 33e            | 47e             | 8e     |

### Coupe du monde
- Meilleur classement général : 57e en 2009.
- Meilleur résultat individuel : 25e.

#### Différents classements en Coupe du monde
| Année     | Classement général final |
| 2008-2009 | 57e                      |

## Palmarès en saut à ski

### Championnats du monde
| Épreuve / Édition | Épreuve / Édition | Val di Fiemme 2013 | Falun 2015 |
| Petit tremplin    | Petit tremplin    | 48e                | 39e        |
| Grand tremplin    | Grand tremplin    | 48e                | 39e        |
| Par équipes       | PT                | -                  | -          |
| Par équipes       | GT                | 11e                | 9e         |

Légende : PT = petit tremplin, GT = grand tremplin, - = pas de participation à l'épreuve.

### Championnats du monde de vol à ski
| Épreuve / Édition | Harrachov 2014 | Tauplitz 2016 |
| Individuel        | 17e            | 38e           |
| Par équipes       |                | 7e            |

### Coupe du monde
- Meilleur classement général : 30e en 2015.
- Meilleur résultat individuel : 8e.

#### Différents classements en Coupe du monde
| Année     | Classement général final |
| 2012-2013 | 46e                      |
| 2013-2014 | 53e                      |
| 2014-2015 | 30e                      |
| 2015-2016 | 48e                      |

### Championnats du monde junior
- Médaille de bronze par équipes en 2007 à Tarvisio.